# Fences
Fences是一个Windows平台下的软件，用于组织和管理桌面上的图标。它由Stardock公司开发，是其Object Desktop套件的一部分。它的1.0版是一个免费软件，而2.0版是共享軟體。

## 功能
Fences通过在桌面上界定半透明区域来给图标分组。这些半透明区域可以被单独创建，命名，移动和改变大小。如果有必要，软件将会自动创建一个滚动条以便在一个区域内容纳下所有图标。
在桌面上双击，可以隐藏所有未被排除的区域和图标。再次双击桌面可以使它们重新出现。 还可以通过快照功能来备份当前Fences的布局以便日后恢复。

## 评价
一个PC World的评论者称赞Fences：“安装这个软件不足5分钟，我便意识到在我以后的电脑生涯中，我会一直使用这个软件。它非常棒。”
在2009年2月，Fences的一个预览版被列入TechSpot的一周热门下载榜单。
一些ZDNet的读者们发现Fences的某些视觉效果类似于KDE 4.1中的Folderview。